# 島根県道177号大田井田江津線
島根県道177号大田井田江津線（しまねけんどう177ごう おおだいだごうつせん）は、島根県大田市から江津市に至る一般県道である。

## 概要
大田市大代町大家（おおえ）から江津市後地町に至る。

### 路線データ
- 起点：大田市大代町大家（島根県道46号大田桜江線交点、島根県道187号川本大家線終点）
- 終点：江津市後地町（浅利交差点、国道9号交点）

## 歴史
- 1966年（昭和41年）3月29日 - 島根県告示第423号により認定される。
- 1972年（昭和47年）頃 - 現行の県道番号に変更される。
- 1982年（昭和57年）12月28日 - 島根県告示第1,119号により起点が大田市大田町大田から現在地に変更される[注釈 1]。

## 路線状況
本路線の前身は国道9号である。1952年（昭和27年）12月4日政令第477号で一級国道9号が認定された当時は山陰道を踏襲する格好で大田市（当時の安濃郡大田町） - 江津市（当時の那賀郡江津町）間は内陸部を通過し、一方でJR西日本山陰本線沿いには島根県道大田温泉津江津線という主要地方道が設定されていた。しかし、仁摩町・温泉津町といったある程度の規模の町があるJR西日本山陰本線沿いに対し、旧山陰道沿いは昭和の大合併などもあって全区間が大田・江津両市および温泉津町の町外れになってしまい、幹線国道を通す意味が消滅した。そこで1965年（昭和40年）に島根県道大田温泉津江津線を国道9号に昇格させ、それまでの国道9号は本路線に降格させることになったわけである。ちなみに1952年（昭和27年） - 1965年（昭和40年）当時の国道9号大田 - 江津間の経路は現在次のようになっている。
| 区間                                          | 路線                        | 備考                                          |
| --------------------------------------------- | --------------------------- | --------------------------------------------- |
| 大田市波根町 - 大田市久手町刺鹿               | 島根県道285号波根久手線     |                                               |
| 大田市久手町刺鹿 - 大田市大田町大田           | 大田市道                    | 島根県道・広島県道8号大田三次線→国道375号旧道 |
| 大田市大田町大田 - 大田市大代町大家（おおえ） | 島根県道46号大田桜江線      | 一部島根県道31号仁摩邑南線と重用              |
| 大田市大代町大家 - 江津市後地町               | 島根県道177号大田井田江津線 |                                               |
| 江津市後地町 - 江津市浅利町                   | 江津市道                    | 島根県道177号大田井田江津線旧道               |

### 重複区間
- 島根県道221号川平停車場線（江津市都治町）
- 島根県道302号浅利渡津線（江津市後地町）

## 地理

### 通過する自治体
- 島根県
  -  大田市 - 江津市

### 交差する道路
| 交差する道路                                   | 市町村名 | 交差する場所         | 交差する場所      |
| ---------------------------------------------- | -------- | -------------------- | ----------------- |
| 島根県道46号大田桜江線 島根県道187号川本大家線 | 大田市   | 大代町大家（おおえ） | 起点              |
| 島根県道32号温泉津川本線                       | 大田市   | 温泉津町井田         |                   |
| 島根県道221号川平停車場線 重複区間起点         | 江津市   | 都治町               |                   |
| 島根県道221号川平停車場線 重複区間終点         | 江津市   | 都治町               |                   |
| 島根県道302号浅利渡津線 重複区間起点           | 江津市   | 後地町               | 藪川交差点        |
| 国道9号 島根県道302号浅利渡津線 重複区間終点   | 江津市   | 後地町               | 浅利交差点 / 終点 |

### 沿線
- 井田郵便局
- 都治郵便局
- 波積ダム - 2023年（令和5年）6月供用開始
- 岩滝寺
- 岩滝寺滝